# پاخوره گندم
پاخوره گندم (نام علمی: Gaeumannomyces graminis var. graminis) نام یک جوره از subdivision قارچ‌های فنجانی است.